# Alejo Umpiérrez
Alejo Alejandro Umpiérrez Cabrera (Lascano, Rocha, Uruguay, 3 de junio de 1965) es un escribano, abogado, productor ganadero, dirigente deportivo y político uruguayo, perteneciente al Partido Nacional. 

## Biografía
Nació en Lascano, departamento de Rocha, el 3 de junio de 1965. Hijo de Abayubá Umpiérrez, un camionero y después dueño de un bar, y de Violeta Cabrera, ama de casa.Tiene tradición blanca por las dos ramas de su familia, por línea materna es nieto del histórico caudillo herrerista de esta zona, Antonio Atanasio Cabrera, el “Tito” Cabrera.
Se crio en Lascano, pero se mudó a Montevideo junto a su familia en 1978, con 13 años. Al terminar el liceo ingresó a la Facultad de Derecho de la Universidad de la República. En ese tiempo se inició en la militancia gremial universitaria, en la Federación de Estudiantes Universitarios de Uruguay (FEUU).Llegó a ser integrante del Ejecutivo del Centro de Estudiantes de Derecho entre 1985 y 1991, y también integrante del Consejo Federal de la FEUU entre 1986 y 1987.
En 1991 se recibe como escribano y en 1998 como abogado.
Se casó dos veces. Su actual esposa es Ana Laura Serralta. Tiene 4 hijos: Camila, Guillermina, Abril y Alejandro.

### Ámbitó político
En 1987, con 21 años y en el ámbito de su militancia universitaria, participa junto a Felipe Michelini en la fundación de la agrupación FREZELMI de la Facultad de Derecho. Anteriormente, había comenzado a militar políticamente en el grupo que nucleaba a FREZELMI, en el sector  Partido por el Gobierno del Pueblo (Lista 99) de Hugo Batalla, que en ese momento integraba el Frente Amplio.
En su primera elección, en noviembre de 1984 (la primera después de la dictadura), Umpiérrez vota al Frente Amplio, pero pronto se da la separación del PGP de la coalición de izquierda, y la consecuente fundación del Nuevo Espacio. En ese momento, Umpiérrez integraba el ejecutivo de la lista 99, representando a la juventud del sector, y fue uno de los que votó a favor de la separación. 
Después de participar militando y votando a Nuevo Espacio en las elecciones de 1989, abandona la militancia activa y en 1991 regresa a Rocha, donde desarrolla su tarea como escribano y abogado con estudios jurídicos en cuatro ciudades: Rocha, Cebollatí, Lascano y Chuy. En la misma década, empieza a trabajar en el campo que heredó de su madre, en las cercanías de Lascano.
En 1996 conoce a José Carlos Cardoso, en ese momento el referente local del herrerismo, que lo invita a escribir en su diario: "El Este", donde publica durante décadas una columna semanal.

### Ámbito deportivo
En aquellos años se desarrolló en la dirigencia deportiva. En 1998 fue Presidente del club de fútbol El Molino F.C. de Lascano, con el que logra un vicecampeonato departamental (1997-1998), y dos años más tarde es uno de los fundadores del Rocha Fútbol Club.
En el año 2000, con Juan Ramón Carrasco como director técnico, asume la vicepresidencia del club y al año siguiente, la presidencia. Dentro del club también fue Delegado de la institución ante la AUF entre el año 2000 y el 2001.
Además, entre 1991 y el 2000 fue Presidente de las Ligas Federadas de Fútbol de Rocha y fue Presidente de la Delegación de la AUF en la Copa América de Colombia del año 2001.

### Regreso a la actividad política
Umpiérrez es electo en el año 1999 como Convencional Departamental de Rocha por el Partido Nacional (1999-2004) y como Integrante del Comité Ejecutivo del Herrerismo de Rocha (1999-2004).
Posteriormente, también serviría como Convencional Departamental por Rocha del PN en los períodos 2004-2009, 2009-2014 y 2014-2019.
En las elecciones municipales del 2000 Umpiérrez es electo como Edil Departamental por el Partido Nacional y el herrerismo (lista 71) para el período 2000-2005. Renovando su cargo en las elecciones departamentales del 2005 (período 2000-2005).
También sirve como Integrante de la Comisión Departamental del Partido Nacional en los períodos 2000-2005 y 2005-2010.
Como edil se destaca al impulsar un juicio político contra el intendente de Rocha, también blanco, Irineu Riet Correa, por "un descalabro administrativo".Además, en el año 2001 es el representante rochense ante el Congreso Iberoamericano de Municipalidades (Cusco - Perú, 2001).
Fue primer suplente de la Cámara de Representantes por Rocha por el Partido Nacional de José Carlos Cardoso en los períodos 2005-2010 y 2010-2015. En el período 2010-2015 también ocupó el cargo de Presidente de la Convención Nacional de Partido Nacional.
Finalmente, en las elecciones generales de 2014, es electo como diputado titular de Rocha, por la histórica lista 71 y dentro del sector Todos Hacia Adelante liderado por Luis Lacalle Pou. Fue electo titular de la banca tras el acceso al Senado del maestro José Carlos Cardoso, luego de la reelección de Carlos Enciso como intendente departamental de Florida en las elecciones departamentales de 2015. Asumió su cargo el 15 de febrero de 2015.
Como diputado, votó en 2018 a favor de la "Ley trans" y la defendió en el Parlamento. Además, unos años antes, cuando ocupó entre 2010 y 2015 la presidencia de la Convención del Partido Nacional, defendió la ley de interrupción voluntaria del embarazo.
El 8 de noviembre de 2015, José Carlos Cardoso sufre un accidente de tránsito que lo deja dos años por fuera de la actividad política. A su regreso, Cardoso plantea su intención de ir por la candidatura de la diputación en la elección general de 2019 y por la intendencia en la elección departamental de 2020. Por discrepancias políticas, Umpiérrez decide alejarse la lista 71 y convertirse en el referente de la 404, el sector liderado por Luis Lacalle Pou.
En las elecciones de 2019 es electo como diputado titular de Rocha por el sector Aire Fresco - 404. Asume el 15 de febrero, pero deja el cargo 18 de noviembre para asumir como intendente de Rocha; su banca pasa a ser ocupada por su suplente: Milton Corbo.

### Intendente de Rocha
Umpiérrez fue uno de los tres candidatos nacionalistas a la Intendencia de Rocha en las elecciones departamentales de 2020, junto a José Carlos Cardoso y Martín Rodríguez Croucciee. Umpiérrez resultó victorioso con un total de 18.087 votos para su candidatura, y un total de 24.169 votos acumulados por ley de lemas para el Partido Nacional frente a los 22.873 del Frente Amplio.
La victoria electoral de Umpiérrez se debió a los votos acumulados de los demás candidatos nacionalistas, como Cardoso que lo saludó por su victoria, como por pactos con otros partidos políticos. Bajo su candidatura se sumaron los votos y candidatos del partido Cabildo Abierto y los del sector colorado  de Batllistas del expresidente Julio María Sanguinetti. 
Umpiérrez asumió la intendencia el 27 de noviembre de 2020, para el período 2020-2025.
Umpiérrez presidió el comando de la campaña del Partido Nacional en defensa de los 135 artículos de la LUC (Ley de Urgente Consideración) votados en el referéndum de marzo de 2022.Previamente, en ese mismo mes, Umpiérrez debatió sobre este tema con el senador del Frente Amplio, Alejandro "Pacha" Sánchez.
El 26 de julio de 2024 Umpiérrez renunció a la intendencia para dedicarse de lleno a la campaña electoral y ser candidato a diputado. En su lugar asumió la jefatura de la Intendencia de Rocha su suplente, Nicolás García, licenciado en gestión agropecuaria, dirigente vinculado al sartorismo e hijo de Alem García.En las elecciones generales de 2024 fue electo como diputado por Rocha por la lista 404.

## Ámbito periodístico y publicaciones
En su etapa universitaria fue fundador y primer director de la Revista Jurídica del Centro Estudiantes de Derecho (2.ª. Época) (1989 - 1991). Posteriormente, escribió como columnista en el seminario blanco La Democracia (2012-2017) y en el rochense El Este entre 1996 y 2015.
En el departamento de Rocha también fue fundador y director de la Revista Histórica Rochense fundada en el 2008.
También escribió distintas publicaciones jurídicas, literarias, históricas y políticas varias en las revistas de estudiantes de derecho, en la revista "Zeta", semanario "Hechos" y semanario "Note" (1989-2005).
Tras participar de varias antologías, en 2006 publica "La forja de la libertad. Crónicas e historias Saravista", con tres ediciones publicadas, la última en el marco de los 180 años del partido en el 2016. Un ensayo en el que aborda principalmente las consecuencias de la revolución de 1904 entre otros temas relacionados.
En el ámbito de la poesía, en 2013 editó "No me malinterpretes", un poemario de temática amorosa, que dedicó a Ana Laura Serralta, su esposa, y en 2018 "Antropofagia".En el año 2020 publicó "Carlos Julio Pereyra, un republicano integral", en el que aborda la obra y vida del fundador del Movimiento Nacional de Rocha.Tiene en preparación un libro de narrativa breve con 18 cuentos llamado "El curioso caso del Cabo Gómez".
En el año 2003 ganó un premio en narrativa breve en el Concurso de Talleres Literarios Montevideanos del Ateneo de Montevideo por "Una cuestión de justicia".